# Rosthöna
Rosthöna (Caloperdix oculeus) är en fågel i familjen fasanfåglar inom ordningen hönsfåglar. Den förekommer i Sydostasien på Malackahalvön, Sumatra och Borneo. IUCN kategoriserar den som nära hotad.

## Utseende och läte
Rosthönan är en 27–32 cm lång hönsfågel. Fjäderdräkten är unik, med bjärt rostrött på huvud och undersida, svartvit fjällning på övre delen av ryggen, manteln, bröstsidorna och flankerna samt tydligt mönster på resten av ovansidan. Hanen har ibland två sporrar, honan endast en kort sporre. Spellätet består av gradvis accelererande och stigande visslingar som utbryter i ett antal hårdare toner.

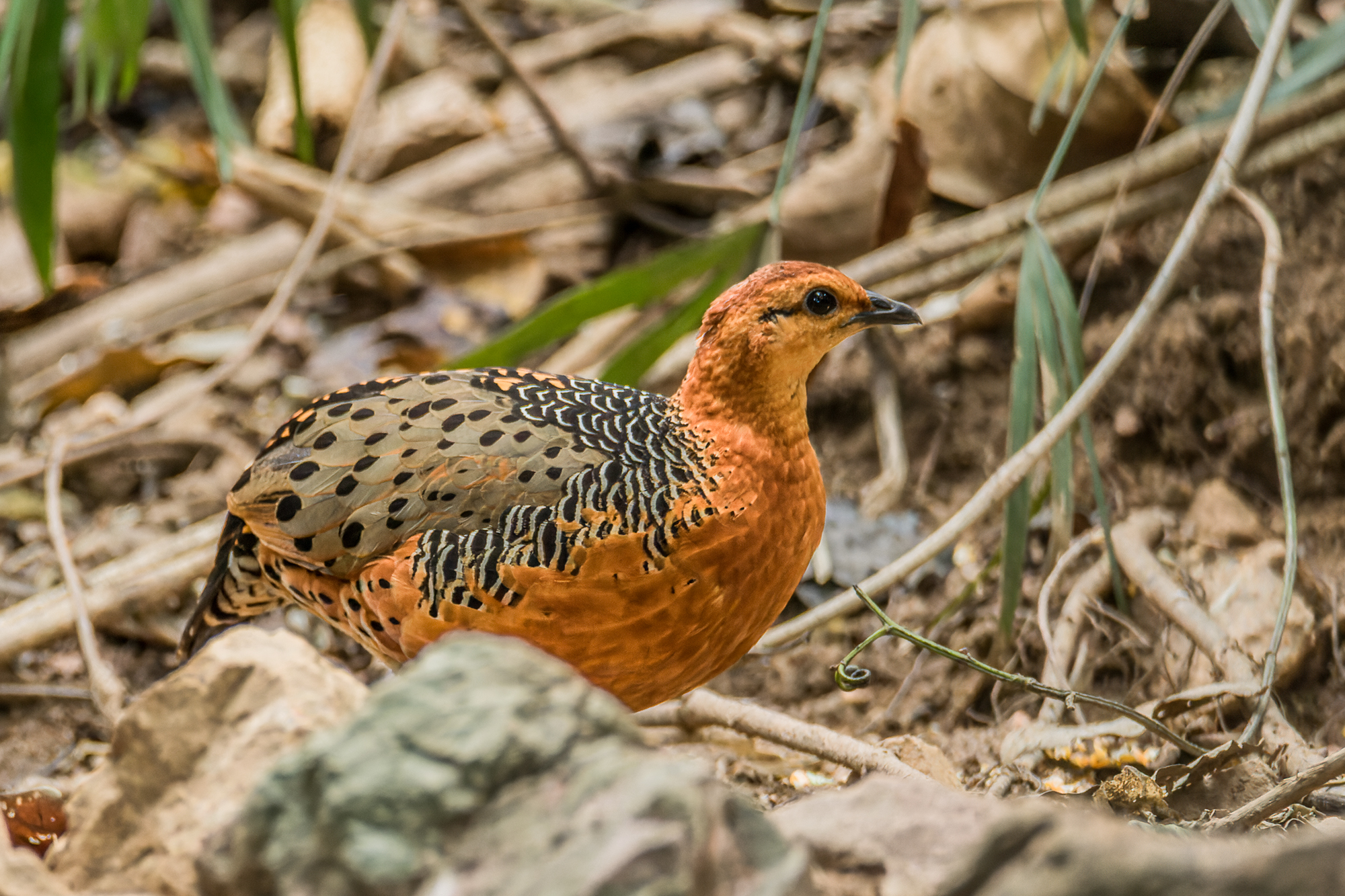

## Utbredning och systematik
Rosthönan förekommer i Sydostasien. Den delas in i tre underarter med följande utbredning:
- Caloperdix oculeus oculeus – förekommer i sydöstra Myanmar och sydvästra Thailand (Malackahalvön)
- Caloperdix oculeus ocellatus – förekommer på Sumatra
- Caloperdix oculeus borneensis – förekommer på Borneo

Rosthöna placeras som enda art i släktet Caloperdix. Genetiska studier visar att den är närmast släkt med artparet tofshöna (Rollulus rouloul) och svarthöna (Melanoperdix niger). Denna grupp står närmast sånghönsen i Arborophila.

## Levnadssätt
Rosthönan hittas från havsnivån till 1200 meters höjd i olika typer av skogsområden, bland annat torr bergslägen skog, både urskog och ungskog i sandiga dalgångar samt i buskmarker. Födan består av frön, gräs, bär, nerfallna fikon och insekter. Den födosöker vanligtvis enstaka eller i par.

### Häckning
Halvvuxna ungfåglar har noterats i mitten av september på Malackahalvön. I Sarawak på Borneo finns lokala rapporter om ett kupolformat bo med ingångshål innehållande åtta till tio vita ägg i december–januari. I fångenskap har den noterats ruva 18–20 dagar.

## Status
Rosthönan är vida spridd, men utbredningsområdet kan ha minskat till följd av habitatförlust, framför allt på Sumatra och Malackahalvön där den försvunnit från vissa områden. Även jakt tros påverka beståndet negativt. IUCN kategoriserar den som nära hotad.

## Taxonomi och namn
Rosthönan beskrevs som art av Coenraad Jacob Temminck 1815 under protonymet Perdix oculea. Släktesnamnet är en kombination grekiskans kalos (καλος) som betyder "vacker" och perdix (περδιξ) eller perdikos (περδικος), "rapphöna". Artnamnet oculeus är latin och betyder "full av ögon", det vill säga fläckad.